# Герб Афін
Герб Афін є офіційною символікою столиці Греції.

## Опис
Герб є щитом круглої форми темно-синього кольору, в центрі герба розташовується рівносторонній золотий хрест. У центральній частині щита зображене біле та синє кола. У центрі синього кола зображена богиня Афіна. На тлі білого кола зображено дві лаврові гілки. Герб Афін за контуром облямовують ще дві гілки лаврового дерева. Під щитом написано назву міста грецькою мовою. Синій колір уособлює блакитне небо, золотий силу та шляхетність.
На гербі міста за часів Стародавньої Греції було зображено сову.

## Історія
На версії герба 1835 року Афіна зображувалась на повний зріст, срібна в блакитному полі, що встромляє в землю спис. Після 1917 року щит герба став круглим, з'явився обідок із давнім орнаментом та напис: «Народ Афінський». З 1981 року герб Афін набув сучасного вигляду.